# ميهاجلو شيبركالو
ميهاجلو شيبركالو (مواليد 9 يونيو 1999) هو سبّاح من البوسنة والهرسك، مثّل بلاده في الألعاب الأولمبية الصيفية 2016.

## روابط خارجية
ميهاجلو شيبركالو على موقع الاتحاد الدولي للسباحة (الإنجليزية)
- ميهاجلو شيبركالو على موقع أوليمبيديا (الإنجليزية)